# Tours du monde, tours du ciel
Tours du monde, tours du ciel est une série documentaire française en 10 épisodes de Robert Pansard-Besson, diffusée pour la première fois sur la chaîne de télévision la Sept, en 1991.

## Présentation
La série explore l'histoire de l'observation du ciel, des pratiques préhistoriques empiriques jusqu'à l'astronomie scientifique la plus récente. Elle s'attache à mettre en lumière toutes les civilisations qui ont pratiqué l'astronomie, à travers les récits historiques autant que les vestiges archéologiques.
"Pour découvrir la Terre, le Soleil, les planètes, les milliards d'étoiles [de] notre galaxie, les milliards d'autres galaxies, l'Univers, l'espace, le temps, il a fallu construire depuis quelques milliers d'années des observatoires, des observatoires astronomiques. C'est leur histoire et l'histoire de leurs découvertes qui sont ici racontées en dix tours du monde, dix tours du ciel."

## Production
La série alterne des interviews de scientifiques (astronomes, historiens des sciences, etc.) et des images documentaires (sites archéologiques, observatoires, etc.).
De très nombreuses personnalités témoignent tout au long de la série, avec un fil conducteur fourni par le philosophe Michel Serres et l'astrophysicien Pierre Léna. 
La musique originale, composée par Georges Delerue  a été très largement saluée comme participant à l'atmosphère particulière de cette série, mêlant rigueur scientifique, philosophie et poésie.

## Intervenants
- Pierre Léna, astrophysicien français,
- Michel Serres, philosophe, historien des sciences et homme de lettres français,
- Patrice Bouchet, chercheur au Service d'astrophysique du CEA,
- Christiane Desroches Noblecourt, égyptologue française,
- Jean Leclant, orientaliste et égyptologue français, spécialiste de l'histoire et la civilisation,
- Jean-Claude Golvin, archéologue et chercheur attaché au CNRS,
- Jean-Claude Pecker, astrophysicien français,
- Xi Zezong, astronome et historien chinois,
- Jack Eddy, astronome américain,
- Jacques Soustelle, ethnologue français,
- Franco Pacini, astrophysicien italien,
- George Coyne, astronome et ancien directeur de l'Observatoire du Vatican,
- Govind Swarup, astronome indien et un des pionniers de la radioastronomie.

## Épisodes
1. Le commencement, il y a 160 000 ans[3]
2. Autour de l'an zéro[4]
3. De l'autre côté du monde, de -500 à l'an 1000[5]
4. Tour de la Terre, tour du ciel, de l'an 1000 à 1600[6]
5. Rome, Venise, Pékin, Paris, de l'an 1600 à 1676[7]
6. Est-Ouest, de l'an 1642 à 1743[8]
7. Le messager astral, la lumière, de l'an 1743 à 1880[9]
8. Le visible et ce qui ne l'est pas, de l'an 1880 à 1950[10]
9. Vers les miroirs géants, de l'an 1950 à 1990[11]
10. Les lumières et autres messagers[12]

## Episode complémentaire (2009)
Tours du monde, tours du ciel 2009 est un film documentaire de 105 minutes de Robert Pansard-Besson dans la lignée de la série. Il reprend en grande partie le dispositif original, avec notamment toujours des interventions de Michel Serres et Pierre Léna. Il s'attache à dévoiler les dernières découvertes et progrès technologiques en observation, vingt ans après la série originale.
Il a été produit à l'occasion de l'Année mondiale de l'astronomie et diffusée sur Arte pour la Nuit des étoiles 2009.

## Dans la culture populaire
- Les guignols de l'info ont pastiché "Tours du monde tours du ciel" au début des années 1990, dans un faux générique de l'émission, où une voix-off s'interroge sur l'origine d'une étrange croix, au dessous de laquelle Nicolas Sarkozy, alors ministre du gouvernement Balladur tentait vainement d'expliquer qu'il s'agissait de la croix de Lorraine, l'emblème du RPR.